# 677.
◄ | 6. stoljeće | 7. stoljeće | 8. stoljeće | ►
◄ | 640-ih | 650-ih | 660-ih | 670-ih | 680-ih | 690-ih | 700-ih | ►
◄◄ | ◄ | 674. | 675. | 676. | 677. | 678. | 679. | 680. | ► | ►►
Astronomija • Književnost • Kršćanstvo • Pravo • Promet

## Smrti
- 14. srpnja – Vinko Madelgar, benediktinac i svetac rimokatoličke Crkve

## Vanjske poveznice
|  | Zajednički poslužitelj ima još gradiva o temi 677. |